# 중동 요리
중동 요리 또는 서아시아 요리에는 아랍, 아르메니아, 아시리아, 아제르바이잔, 키프로스, 이집트, 조지아, 이란, 이라크, 이스라엘/유대인, 쿠르드, 레바논, 팔레스타인 및 터키 요리가 포함된다. 일반적인 재료로는 올리브와 올리브 오일, 피타스, 꿀, 참깨, 대추야자, 옻나무, 병아리콩, 민트, 쌀, 파슬리가 있으며 인기 있는 요리로는 케밥, 돌마, 팔라펠, 바클라바, 요거트, 도너 케밥, 샤와르마, 물루키야가 있다.

## 지리
중동의 일부로 간주되는 정확한 국가는 정의가 시간이 지남에 따라 출처에 따라 바뀌었기 때문에 결정하기 어렵다. 현재 중동을 구성하는 것으로 간주되는 국가는 바레인, 키프로스, 이집트, 이란, 이라크, 이스라엘, 요르단, 쿠웨이트, 팔레스타인, 레바논, 오만, 카타르, 사우디아라비아, 시리아, 터키, 아랍에미리트, 예멘이다. 그러나 중동 요리에는 아랍, 아르메니아, 아시리아, 발루치, 아제르바이잔, 키프로스, 조지아, 이란, 이스라엘, 쿠르드, 레반트 및 터키 문화의 요리가 포함된다.

## 종류
- 아르메니아 요리
- 아시리아 요리
- 아제르바이잔 요리
- 바레인 요리
- 발루치 요리
- 키프로스 요리
- 동아라비아 요리
- 이집트 요리
- 아랍에미리트 요리
- 조지아 요리
- 이스라엘 요리
- 이란 요리
- 요르단 요리
- 쿠르드 요리
- 쿠웨이트 요리
- 레바논 요리
- 이라크 요리
- 오만 요리
- 오세티야 요리
- 팔레스타인 요리
- 카타르 요리
- 사우디아라비아 요리
- 시리아 요리
- 튀르키예 요리
- 예멘 요리

## 역사 및 영향력
중동은 메소포타미아(수메르, 아카드, 아시리아, 바빌로니아)를 포함하는 비옥한 초승달 지대를 통합한다. 여기서 밀이 처음으로 재배되었고 그 다음으로 호밀, 보리, 렌즈콩, 콩, 피스타치오, 무화과, 석류, 대추야자 및 기타 지역 주식이 재배되었다. 양, 염소, 소의 가축화도 이 지역에서 일어났다. 고대 이집트와 메소포타미아에서 빵을 누룩으로 만들고 맥주를 만들기 위해 발효도 그곳에서 발견되었다. 또한 가장 초기에 작성된 요리법은 해당 지역에서 나온다.
유럽, 아프리카, 아시아의 교차로로서 음식과 조리법 교류의 중심지였다. 첫 번째 페르시아 제국(기원전 550~330년) 동안 쌀, 가금류, 과일이 현지 식단에 포함되면서 현대 중동 음식의 토대가 마련되었다. 무화과, 대추야자, 견과류는 상인들이 정복한 땅으로 가져왔고 향신료는 동양에서 가져왔다.
이 지역은 또한 몽골 침략자들의 만두의 영향을 받았다. 인도산 심황 및 기타 향신료; 향료 제도의 정향, 통후추, 올스파이스; 아프리카산 오크라, 신대륙산 토마토.
종교는 유대인과 무슬림 모두 돼지고기를 먹지 않기 때문에 양고기를 주요 고기로 만들어 요리에 영향을 미쳤다.
꾸란은 술 소비를 금지하고 있으며, 이것이 비이슬람 국가들이 술을 생산하고 수출하는 이유이다. 대표적인 예는 레바논에서 샤또 크사라(Château Ksara), 샤또 케프라야(Chateau Kefraya), 샤또 마사야(Chateau Masaya)와 같은 포도밭에서 만들어 국제적으로 인정받는 와인이다.
1979년 정권교체 이전 이란은 와인 생산지로 유명했다.
오스만 제국 치하에서 종이처럼 얇은 필로 반죽으로 만든 달콤한 페이스트리와 걸쭉한 커피가 이 지역에 전해졌다.

## 같이 보기
- 아랍 요리
- 오스만 요리
- 지중해 요리
- 유대 요리
- 카슈루트